# HMD Global

HMD Global Oy, có tên thương hiệu lược giản là HMD, được cách điệu là hmd., là một công ty chuyên phát triển điện thoại thông minh và máy tính bảng của Phần Lan. Foxconn và HMD  là chủ sở hữu quyền được bán tất cả các loại điện thoại và máy tính bảng mang thương hiệu "Nokia". Công ty được thành lập vào tháng 5 năm 2016, và công bố mua lại quyền sử dụng thương hiệu "Nokia" cho tới năm 2024, cùng với một thỏa thuận cấp phép với Nokia. Cuộc mua bản được hoàn tất vào tháng 12 năm 2016. CEO của công ty là Arto Nummela và công ty có trụ sợ chính tại Espoo, một thành phố gần Helsinki, nằm phía trước trụ sở chính của Nokia.
HMD được thành lập bởi các cựu nhân viên của Nokia, và hoạt động chính của công ty là phát triển các điện thoại thông minh và máy tính bảng hoạt động trên nền tảng Android. Công đoạn sản xuất và phân phối được đảm nhiệm bởi FIH Mobile, công ty con của Foxconn. FIH Mobile cũng sản xuất các điện thoại phổ thông mang thương hiệu "Nokia" dưới một thoả thuận cấp phép và sử dụng bằng sáng chế với HMD Global.
FIH Mobile chịu trách nhiệm thiết kế và sản xuất điện thoại Nokia còn HMD Global chịu trách nhiệm giới thiệu và quảng bá sản phẩm.
Về phần mình, Nokia không trực tiếp đầu tư vào HMD, nhưng có một thành viên đại diện trong hội đồng quản trị, thiết lập những yêu cầu bắt buộc cần có, và nhận tiền thanh toán phí bản quyền cho các bằng sáng chế.

## Lịch sử
Nokia Corporation trong quá khứ đã từng là nhà sản xuất điện thoại di động phổ biến nhất, và thương hiệu của họ cuối cùng cũng trở thành một tên gọi quen thuộc với mọi gia đình tại những thị trường nhất định. Sau một thời gian dài khó khăn trên thị trường, công ty này đã bán mảng điện thoại di động của họ cho Microsoft vào năm 2014, những người thành lập nên Microsoft Mobile. Thương hiệu "Nokia" tiếp tục được sử dụng bởi Microsoft cho tới khi được lược bỏ trên các dòng điện thoại thông minh Lumia vào tháng 10 năm 2014, nhưng vẫn tiếp tục được sử dụng cho các dòng điện thoại phổ thông. Mặc cho sự sụp đổ của mình, thương hiệu của Nokia vẫn còn được tin tưởng rộng rãi và được công nhận, và Nokia Corporation đã nắm lấy cơ hội để cấp giấy phép thương hiệu cho công ty mới thành lập HMD.
Ngày 18 tháng 5 năm 2016, Microsoft Mobile công bố thương vụ chuyển giao mảng kinh doanh điện thoại phổ thông cho FIH Mobile, mô tả điều này như một 'điều khoản thêm vào không mong đợi'. Cùng thời điểm, công ty này bán lại cho HMD Global, gồm quyền thiết kế và quyền sử dụng thương hiệu "Nokia" cho tất cả các loại điện thoại di dộng và máy tính bảng trên toàn thế giới cho tới năm 2024. HMD cũng đã ký một thỏa thuận cấp phép với Nokia Corporation, trong đó bao gồm việc cấp cho họ quyền sử dụng các bằng sáng chế thiết yếu về tiêu chuẩn di động. Nokia cho biết động thái này là "việc hợp sức giữa một trong những thương hiệu điện thoại mang tính biểu tượng trên thế giới với một hệ điều hành đang tiên phong trong lĩnh vực điện thoại". Mảng kinh doanh điện thoại phổ thông của Microsoft Mobile, bao gồm các nhà máy, đã được mua lại bởi FIH Mobile, một công ty con của tập đoàn Đài Loan Foxconn, những người sẽ sản xuất tất cả thiết bị điện thoại mang thương hiệu "Nokia", bao gồm các sản phẩm được phát triển bởi HMD. Tổng số tiền mà cả HMD và FIH Mobile phải chi ra trong thương vụ này lên tới 350 triệu đô la Mỹ. HMD đã nhấn mạnh việc chi 500 triệu đô la Mỹ trong việc hỗ trợ tiếp thị các sản phẩm mới trong vòng ba năm tới.
Thương vụ mua bán cho HMD và FIH Mobile được hoàn tất vào ngày 1 tháng 12 năm 2016, với việc các sản phẩm mới của Nokia dự kiến sẽ được phát hành vào năm 2017. Sau đó, HMD đã công bố một logo mới và một khẩu hiệu, The Home of Nokia Phones, trong khi trang web của Nokia một lần nữa được liệt kê các thiết bị di động để bán. Các thiết bị đầu tiên của họ, các điện thoại cơ bản Nokia 150 và 150 Dual SIM, được công bố vào ngày 13 tháng 12 năm 2016, trong khi thiết bị sử dụng hệ điều hành Android đầu tiên của họ, Nokia 6, được công bố ngày 8 tháng 1 năm 2017.

## Cơ cấu hoạt động

### Nhân viên
CEO của HMD là Arto Nummela, người gia nhập Nokia năm 1994 và sau đó đã làm việc tại Microsoft Mobile từ năm 2014. Vai trò chủ tịch được đảm nhiệm bởi Florian Seiche, người trước đó đã làm việc tại Nokia, Siemens, Orange và HTC. Ngày 15 tháng 8 năm 2016, Pekka Rantala, cựu CEO của Rovio Entertainment, đã trở thành Giám đốc Marketing của HMD, nêu ý kiến rằng Nokia sẽ "huy hoàng trở lại". Rantala từng nắm giữ nhiều vị trí tại Nokia từ năm 1994 cho đến năm 2011.

### Các trụ sở chính
HMD có trụ sở chính ở Karaportti 2 tại Espoo, Phần Lan, nằm cùng một đường với trụ sở của Nokia Corporation nằm ở số 3. Các văn phòng chính khác của HMD được đặt tại Luân Đôn, Anh, và Dubai, UAE. Toà nhà Nokia House trước đó vẫn là một phần của Microsoft, được gọi là Microsoft Talo.

### Tính hợp pháp
HMD Global được hỗ trở bởi Foxconn cùng với  một quỹ đầu tư tư nhân, Smart Connect LP, từ Jean-François Baril, người là Phó chủ tịch cấp cao của Nokia từ năm 1999 tới 2012, cũng từng làm việc tại Hewlett-Packard và Compaq. HMD Global Oy ban đầu được thành lập vào ngày 9 tháng 11 năm 2015, theo cơ sở dữ liệu các tổ chức của Phần Lan.